# Santa Catarina Palopó
Santa Catarina Palopó är en kommunhuvudort i Guatemala.   Den ligger i departementet Departamento de Sololá, i den sydvästra delen av landet, 70 km väster om huvudstaden Guatemala City. Santa Catarina Palopó ligger 1 556 meter över havet och antalet invånare är 2 948. Den ligger vid sjön Lago de Atitlán.
Terrängen runt Santa Catarina Palopó är kuperad åt sydost, men åt nordväst är den bergig. Santa Catarina Palopó ligger nere i en dal. Runt Santa Catarina Palopó är det tätbefolkat, med 343 invånare per kvadratkilometer. Närmaste större samhälle är Sololá, 8,2 km nordväst om Santa Catarina Palopó. I omgivningarna runt Santa Catarina Palopó växer huvudsakligen savannskog.